# مرسيدس بنز أتيجو

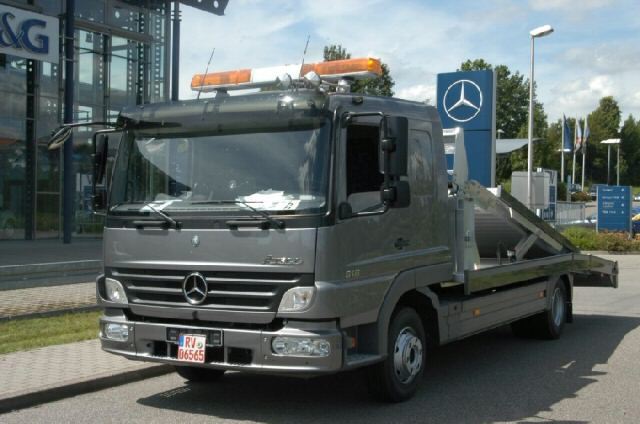
إحدى نماذج أتيجو

أتيجو (بالألمانية: Actros) هي شاحنة خفيفة للاستخدامات المتعددة من صنع شركة مرسيدس بنز الألمانية في عام 1997. طراز 970، متوفر في أوزان من 7،5 حتي 16 طن متري، وتاتي بمحركين 4 و6 سلندر.